# Sarah Montani
Sarah Montani (* 4. Dezember 1972 in Salgesch, Wallis, Schweiz) ist eine schweizerische Künstlerin und Juristin. Sie gründete eine neue Kunstform, den Sferismus, der erweiterte Realität (engl. Augmented Reality) nutzt.

## Leben
Sarah Montani wuchs im Wallis auf. Sie arbeitete bereits während ihres Studiums der Jurisprudenz an der Universität Bern von 1997 bis 2001 an den Instituten für Zivilrecht, Steuerrecht und Bankrecht der Universität Bern und schloss dort 2003 ihr Studium ab. Sie gründete mit Franz J. Kummer 1999 das Unternehmen Weblaw, einen Anbieter juristischer Online-Tools (u. a. mit der ersten kostenfreien juristischen Suchmaschine), und Jusletter, die erste juristische Online-Fachzeitschrift der Schweiz. Montani verließ Ende 2023 Weblaw, um sich ganz der Kunst zu widmen.

## Kunst Sferismus

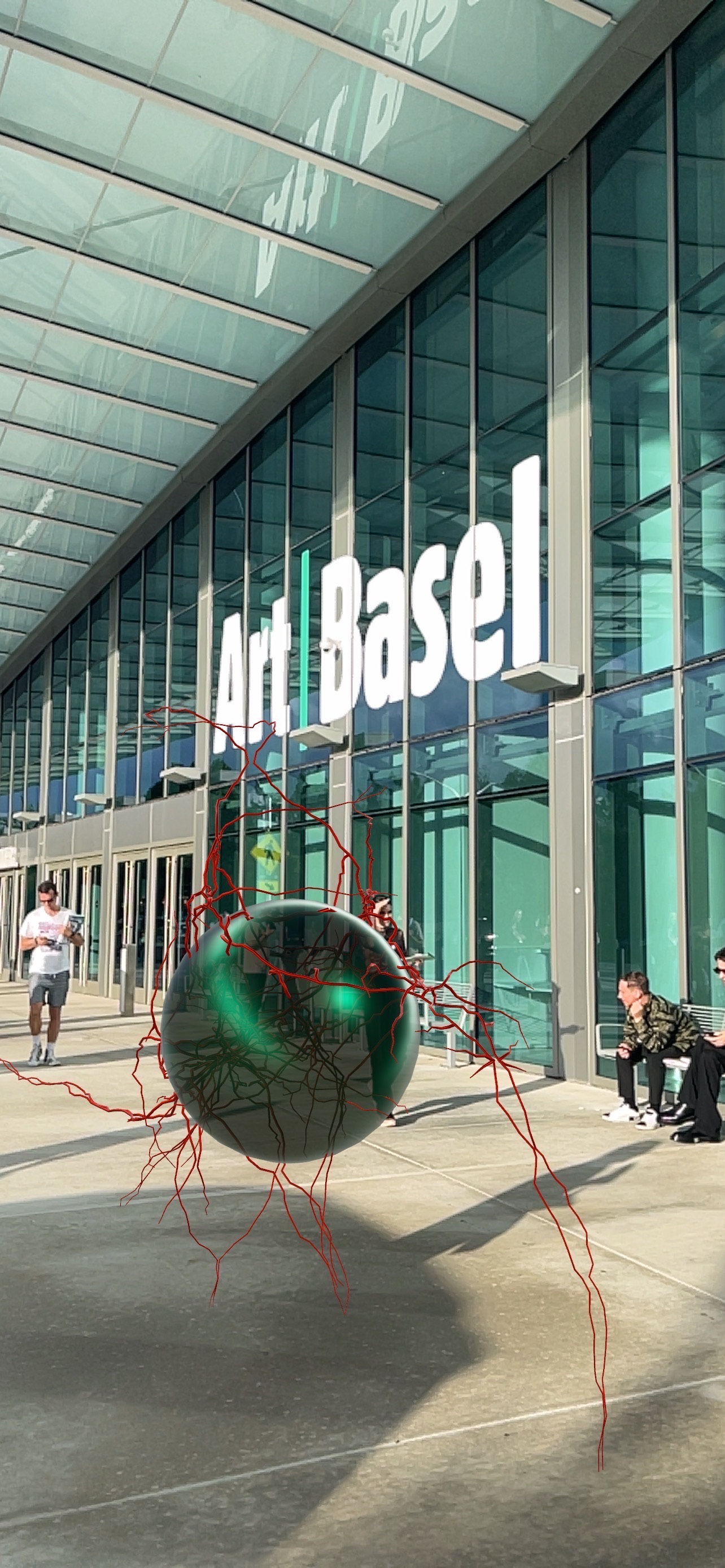
Abysssfere V Art Basel, Miami Beach 2023

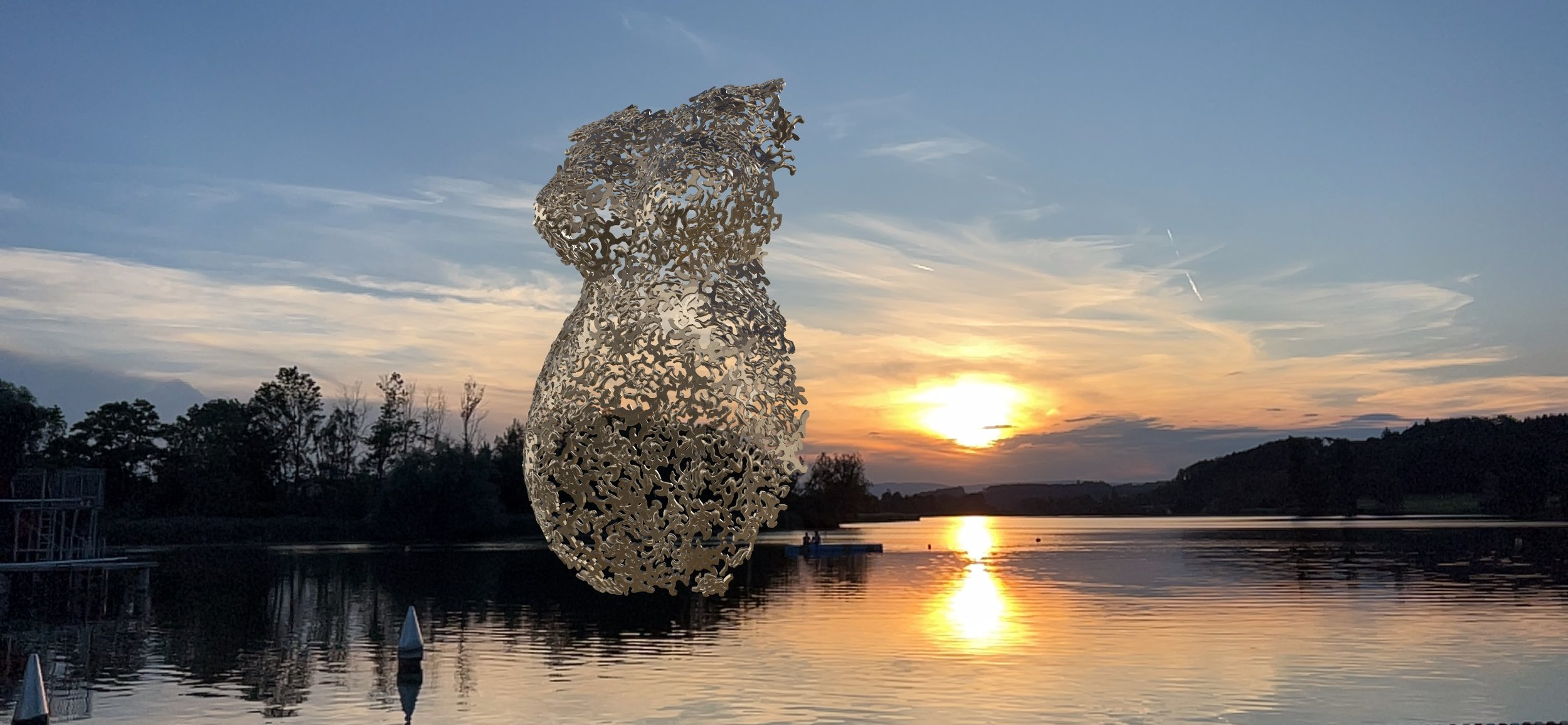
Stahlskulptur London, Fotocult-Magazin

Montani widmet sich der Malerei, Bildhauerei und verbindet diese mit Digitalkunst. Ihre frühen Arbeiten im Bereich Bildende Kunst wurden bereits während ihres Studiums ausgestellt (beispielsweise 60 Ölbilder im Schloss St. Aubin in Fribourg), sie und ihre Kunst wurden in verschiedenen Büchern und Medien porträtiert, auch in diversen Sendungen des Schweizer Radio und Fernsehens. Sie arbeitet mit Techniken wie der 3000 Jahre alten Wachsmalerei Enkaustik und Tinten und stellt ihr Wissen in Vorträgen und Kursen kostenfrei auch online zur Verfügung.
2020 gründete sie den Sferismus, eine Bildende Kunst, die erweiterte Realität (AR) nutzt, um bewegliche Projektionen auf ein physisches, zwei- oder dreidimensionales Original-Kunstwerk zu erzeugen, die mittels Smartphone ohne zusätzliche App oder VR-Spezialbrille betrachtet und bewegt werden können.
Ihre Werke wurden bei internationalen Ausstellungen visualisiert, wie der Biennale Venedig (2022), der 16. Skulptura Wasserburg (2022), der Art Basel Miami Beach (2022) und der Art Basel (2023).
Weitere Kunstprojekte sind «besetzte» Museen (mittels AR-Projektionen), um auf die Unterrepräsentation von Frauen in Museen aufmerksam zu machen, u. a. das Kunsthaus Zürich. Bei einer weiteren Weltausstellung 2023 stellte sie ihre digitalen Werke in erweiterter Realität zeitgleich in 30 Museen weltweit aus, was technisch bis dahin in der Kunstwelt noch nicht möglich war.
Ein weiterer Schwerpunkt von Montanis Arbeit liegt auf dem Thema Klimawandel.
Der Sferismus, die Technik der erweiterten Realität in der Kunst, stellt allgemein (kunst)philosophische, kunstästhetische und -psychologische Fragen zur Wertung der neuen Arbeitstechniken in der Nachfolge früherer Erfindungen der Kunsthistorik zur Auswirkung des Kunst-Erlebens, wenn der Blick, durch das Smartphone «zwischengeschaltet», ein weiteres Kunstelement ermöglicht, zum Eingriff der Betrachtenden in die Kunst durch individuellen Ansichtswechsel, zur Einbeziehung eines spielerischen Anteils u. v. m. Kunst mit erweiterter Realität stellt auch Fragen der Flüchtigkeit (vgl. Banksy) und des Copyrights, kann sie doch in einer von den Betrachtenden individuell gewählten Version ausgedruckt, aufgehängt und ausgestellt werden, für den Kunstmarkt, für Kauf und urheberrechtlichen Schutz wegen allgemeiner Verfügbarkeit, kostenfreier Projektions- und Mitnahmemöglichkeit, letztlich auch Fremdbearbeitung und anderweitiger Nutzung, u. a. auch als Non-Fungible Token (NFT). Auch rechtliche Aspekte sind zu reflektieren wie auch die Nutzung des öffentlichen Raumes.

## Schriften / Werke (Auswahl)
- Kunstwerke-Serie «Metasfere» (PDF; 588 kB)
- AR-Kunst Sarah Montani. In: Skulptura Wasserburg
- TEDx Talk: Will the Metaverse change our lives? | Sarah Montani | TEDxBielBienne auf YouTube, 21. März 2023 (englisch).

Von Montani existieren etliche Veröffentlichungen zu rein juristischen, auch digital-rechtlichen Themen, u. a.:
- Neue Horizonte im Recht. In: Sprachmodelle: Juristische Papageien oder mehr? Tagungsband des 27. Internationalen Rechtsinformatik Symposions IRIS 2024, Editions Weblaw, Bern.
- Verknüpfung von Epochen: Moderne Sklaverei im Spiegel der Marie-Séraphique. In: Konquistadoren und Sklavenhändler vom Bodensee. Verlagshaus Schwellbrunn, St. Gallen 2024, S. 90–94.

## Auszeichnungen

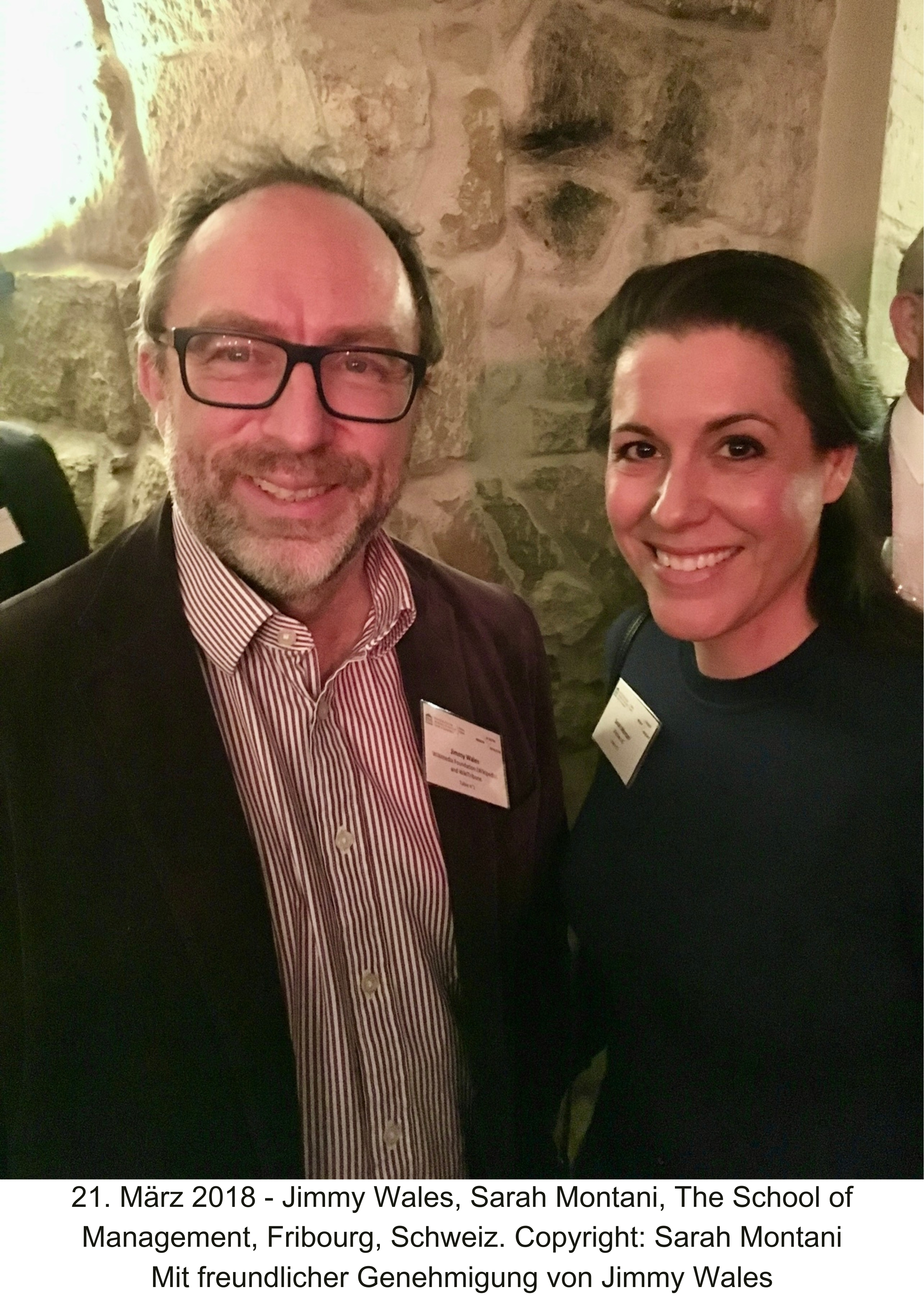
Jimmy Wales und Sarah Montani